# Evangelische Kirche (Buchholz)

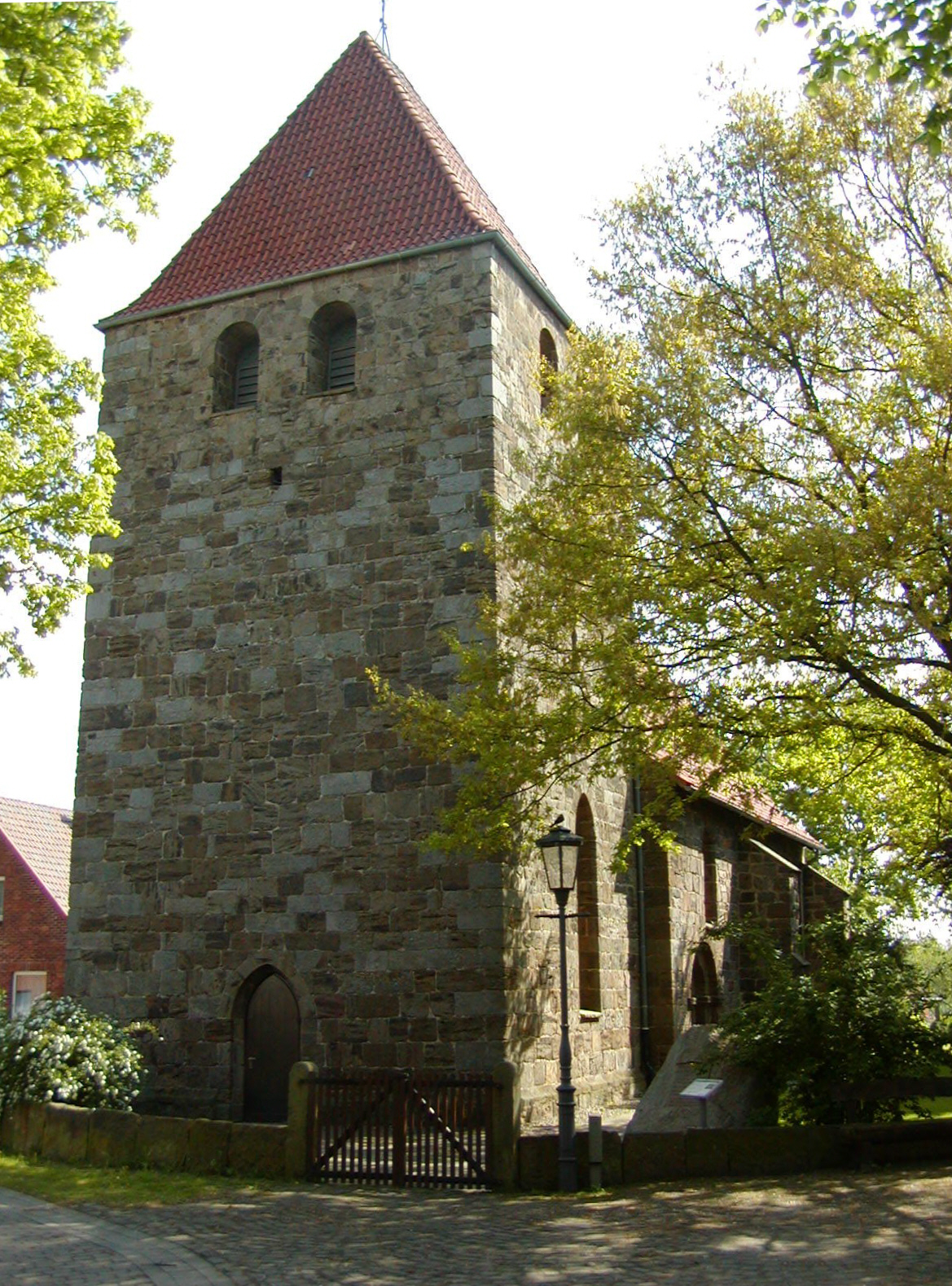
Kirche Buchholz von Südwesten

Die Evangelische Kirche im Petershagener Ortsteil Buchholz ist die Pfarrkirche der Evangelischen Kirchengemeinde Buchholz. Sie gehört zum Kirchenkreis Minden der Evangelischen Kirche von Westfalen.
Das romanische Kirchengebäude geht auf das 13. Jahrhundert zurück. Wegen ihrer Lage wenige Meter vom Ufer der Weser entfernt wird die Buchholzer Kirche auch als „Weserkirche“ bezeichnet. Früher trug sie den Namen St. Johannes der Täufer.

## Baugeschichte und Architektur

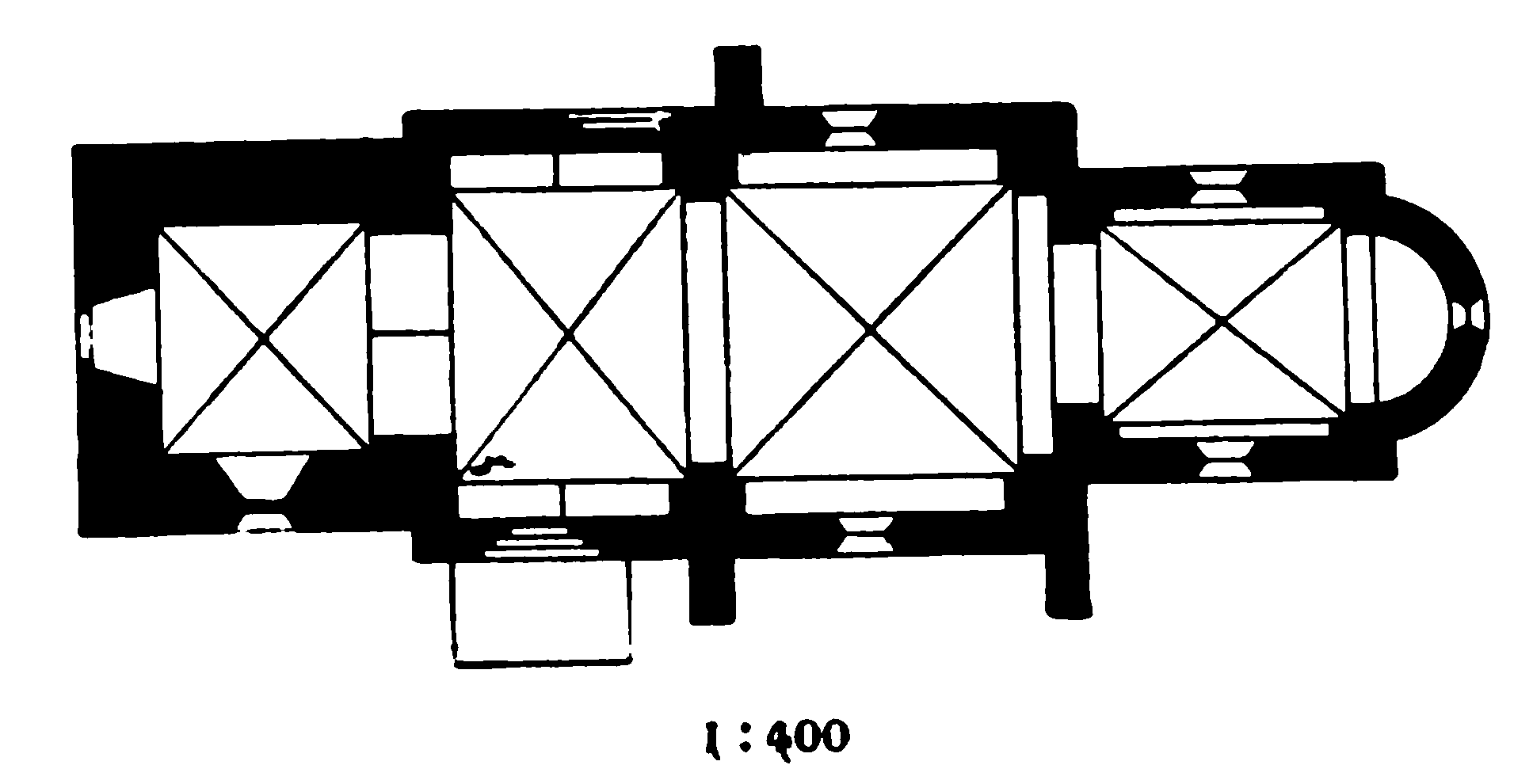
Grundriss

Die Kirche wurde im frühen 13. Jahrhundert im romanischen Stil erbaut und ist eine zweijochige Saalkirche mit einjochigem, eingezogenem Ostchor und Westturm. An den Chor schließt sich eine halbrunde, niedrige Apsis an, die heute als Sakristei genutzt wird. 
Ende des 13. Jahrhunderts wurde Kreuzgratgewölbe eingezogen und die Fenster erweitert. Heute sind die Fenster am Kirchenschiff rundbogig, am Turm hingegen spitzbogig wie auch der Turmeingang. Die Schalllöcher sind flachbogig erneuert. An der Nord- und Südseite befinden sich rundbogige Portale mit Kleeblattbogen über den Türen. Das Nordportal ist zugemauert.

## Ausstattung
In der Kirche ist ein romanischer Taufstein mit Rankenfries erhalten, der aus der Bauzeit der Kirche, der ersten Hälfte des 13. Jahrhunderts stammt. Ein gotischer Kelch aus vergoldetem Silber trägt die Jahreszahl 1581, zwei Renaissance-Leuchter aus Bronze sind mit 1656 datiert. Die barocke Orgel von 1703 wird dem Herforder Orgelbauer Hinrich Klausing zugeschrieben. Im Turm läuten drei Glocken, darunter eine der ältesten Glocken Westfalens aus dem frühen 13. Jahrhundert. Sie wird ergänzt durch zwei Glocken der Glockengießerei Rincker aus dem Jahre 1962.